# جغرافيا الصحراء الغربية
تقع الصحراء المغربية في المغرب. 

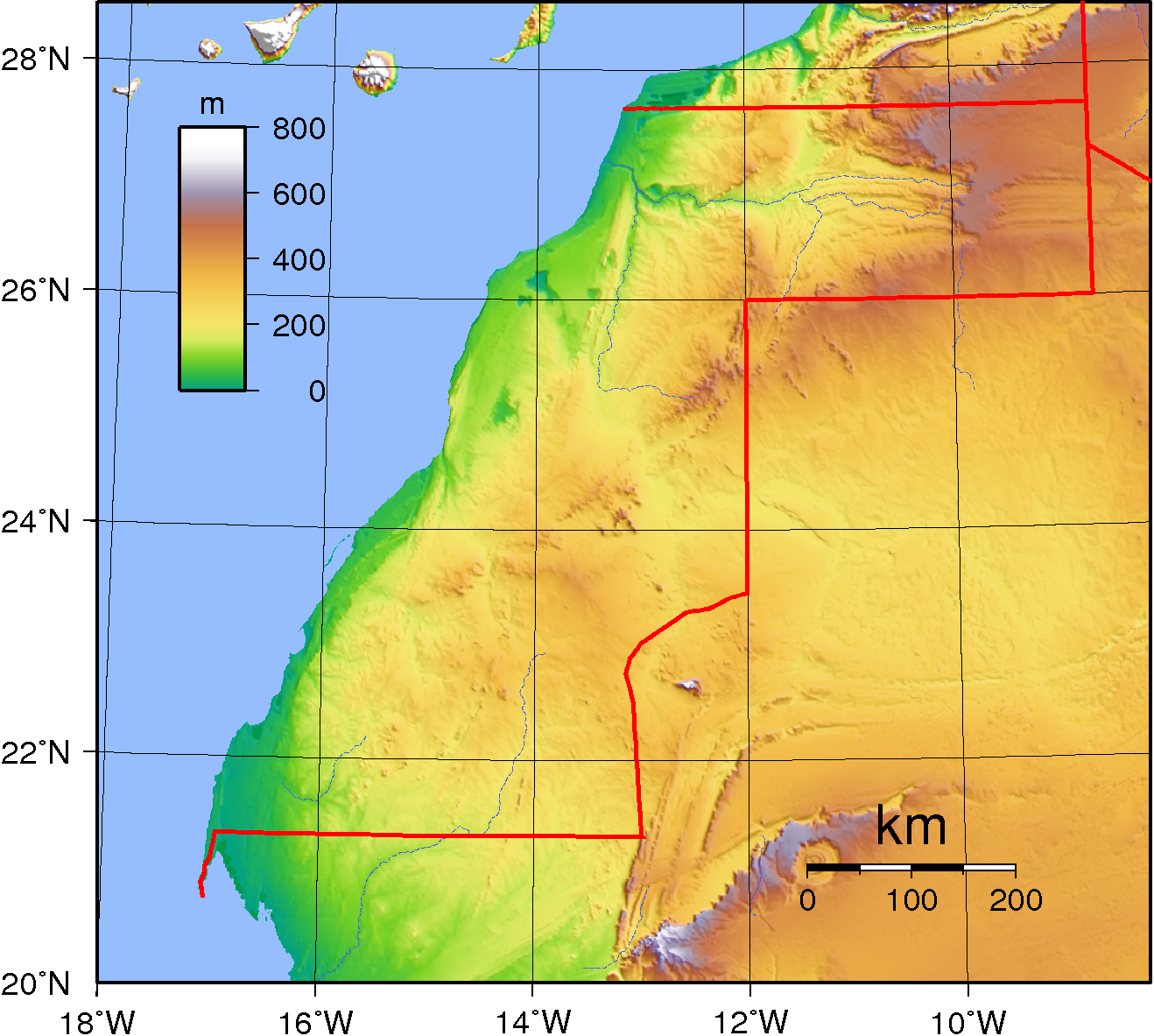
خريطة طوبوغرافية للصحراء المغربية

المنطقة غنية بالفوسفاط. وتبلغ مساحتها 266.000 كم مربع. تقسم الصحراء المغربية إلى قسمين:
- الساقية الحمراء، و العيون وهي من المدن المغربية الجنوبية
- كذالك إقليم وادي الذهب الذي يعتبر من اهم الاقاليم المغربية الجنوبية.